# オペラファンタスティカ
『オペラ・ファンタスティカ』は、NHK-FMで2012年4月6日から放送されているクラシック音楽の番組である。

## 概要
NHK-FMでは毎週金曜日に4時間枠のオペラ音楽専門の番組を放送している（金曜以外の平日は『クラシックカフェ』の初回放送と再放送枠）。4時間という長時間を利用して歌劇を全編放送するのが特徴。音源はCD化されたものを使う場合もあるが、各国の放送局提供の最新の上演を放送することが多い。一幕ごとに出演者が登場人物とあらすじを説明する。
夏・冬などにパーソナリティ全員出演で「オペファン・サミット」を放送することもある。
オープニング・テーマ：ウェーバー作曲・歌劇「オイリアンテ」序曲
クロージング・テーマ：コルンゴルト作曲・歌劇「死の都」から ピエロの歌「あこがれと空想はよみがえる」（インストゥルメンタル）

## 出演者
3人が毎週交代で放送されるオペラの解説をする。
- 有田栄
- 奥田佳道
- 室田尚子